# 2500 Аласкаттало
2500 Аласкаттало (1926 GC, 1927 TA, 1946 FB, 1981 VD, 2500 Alascattalo) — астероїд головного поясу, відкритий 2 квітня 1926 року.
Тіссеранів параметр щодо Юпітера — 3,618.